# Phyllophaga nogueirai
Phyllophaga nogueirai är en skalbaggsart som beskrevs av Robert Warner och Moron 1992. Phyllophaga nogueirai ingår i släktet Phyllophaga och familjen Melolonthidae. Inga underarter finns listade i Catalogue of Life.